# Goli Vrh, Gorenja vas - Poljane
Goli Vrh je naselje v Občini Gorenja vas - Poljane.